# Virginia Slims of Detroit
Virginia Slims of Detroit – nierozgrywany kobiecy turniej tenisowy zaliczany do cyklu WTA Tour. Rozgrywany w Detroit w latach 1972–1983 na nawierzchni dywanowej w hali.
Najbardziej utytułowaną tenisistką w tym turnieju była Billie Jean King, która triumfowała sześć razy w turnieju. W grze podwójnej wygrała cztery razy, a w grze pojedynczej dwukrotnie. Rosie Casals wystąpiła aż dziewięciokrotnie w finałach – trzy razy w singlu i sześć w deblu, odnosząc trzy zwycięstwa.

## Mecze finałowe

### Gra pojedyncza kobiet
| Rok  | Mistrzyni           | Finalistka              | Wynik            |
| 1983 | Virginia Ruzici     | Kathy Jordan            | 4:6, 6:4, 6:2    |
| 1982 | Andrea Jaeger       | Mima Jaušovec           | 2:6, 6:4, 6:2    |
| 1981 | Leslie Allen        | Hana Mandlíková         | 6:4, 6:4         |
| 1980 | Billie Jean King    | Evonne Goolagong Cawley | 6:3, 6:0         |
| 1979 | Wendy Turnbull      | Virginia Ruzici         | 7:5, 1:6, 7:6(4) |
| 1978 | Martina Navrátilová | Dianne Fromholtz        | 6:3, 6:2         |
| 1977 | Martina Navrátilová | Sue Barker              | 6:4, 6:4         |
| 1976 | Chris Evert         | Rosie Casals            | 6:4, 6:2         |
| 1975 | Evonne Goolagong    | Margaret Court          | 6:3, 3:6, 6:3    |
| 1974 | Billie Jean King    | Rosie Casals            | 6:1, 6:1         |
| 1973 | Margaret Court      | Kerry Melville          | 7:6(4), 6:3      |
| 1972 | Kerry Melville      | Rosie Casals            | 6:3, 6:7(3), 6:4 |

### Gra podwójna kobiet
| Rok  | Mistrzynie                           | Finalistki                    | Wynik         |
| 1983 | Kathy Jordan Barbara Potter          | Rosie Casals Wendy Turnbull   | 6:4, 6:1      |
| 1982 | Leslie Allen Mima Jaušovec           | Rosie Casals Wendy Turnbull   | 6:4, 6:0      |
| 1981 | Rosie Casals Wendy Turnbull          | Hana Mandlíková Betty Stöve   | 6:4, 6:2      |
| 1980 | Billie Jean King Ilana Kloss         | Kathy Jordan Anne Smith       | 3:6, 6:3, 6:2 |
| 1979 | Betty Stöve Wendy Turnbull           | Sue Barker Ann Kiyomura       | 6:4, 7:6(5)   |
| 1978 | Billie Jean King Martina Navrátilová | Kerry Reid Wendy Turnbull     | 6:3, 6:4      |
| 1977 | Martina Navrátilová Betty Stöve      | Janet Newberry JoAnne Russell | 6:3, 6:4      |
| 1976 | Mona Guerrant Ann Kiyomura           | Chris Evert Betty Stöve       | 6:3, 6:4      |
| 1975 | Lesley Hunt Martina Navrátilová      | Françoise Durr Betty Stöve    | 2:6, 7:5, 6:2 |
| 1974 | Rosie Casals Billie Jean King        | Françoise Durr Betty Stöve    | 2:6, 6:4, 7:5 |
| 1973 | Rosie Casals Billie Jean King        | Karen Krantzcke Betty Stöve   | 6:3, 3:6, 6:1 |
| 1972 | Françoise Durr Judy Tegart Dalton    | Rosie Casals Kerry Melville   | 6:1, 6:1      |